# Habronattus conjunctus
Habronattus conjunctus es una especie de araña saltadora del género Habronattus, familia Salticidae. Fue descrita científicamente por Banks en 1898.
Habita en los Estados Unidos y México.